# Rurange-lès-Thionville
Pour les articles homonymes, voir Rurange (homonymie).
Rurange-lès-Thionville est une commune française située dans le département de la Moselle en région Grand Est.

## Géographie

### Localisation
|                | Guénange               | Volstroff |
| Bousse         | Rurange-lès-Thionville | Luttange  |
| Ay-sur-Moselle | Trémery                |           |

### Hydrographie
La commune est située dans le bassin versant du Rhin au sein du bassin Rhin-Meuse. Elle est drainée par la Sée, le ruisseau de Ruranges-Thionville et le ruisseau de Tremery.
La Sée, d'une longueur totale de 10,9 km, prend sa source dans la commune de Luttange et se jette  dans la Moselle en limite de Bertrange et d'Illange, face à Uckange, après avoir traversé sept communes.

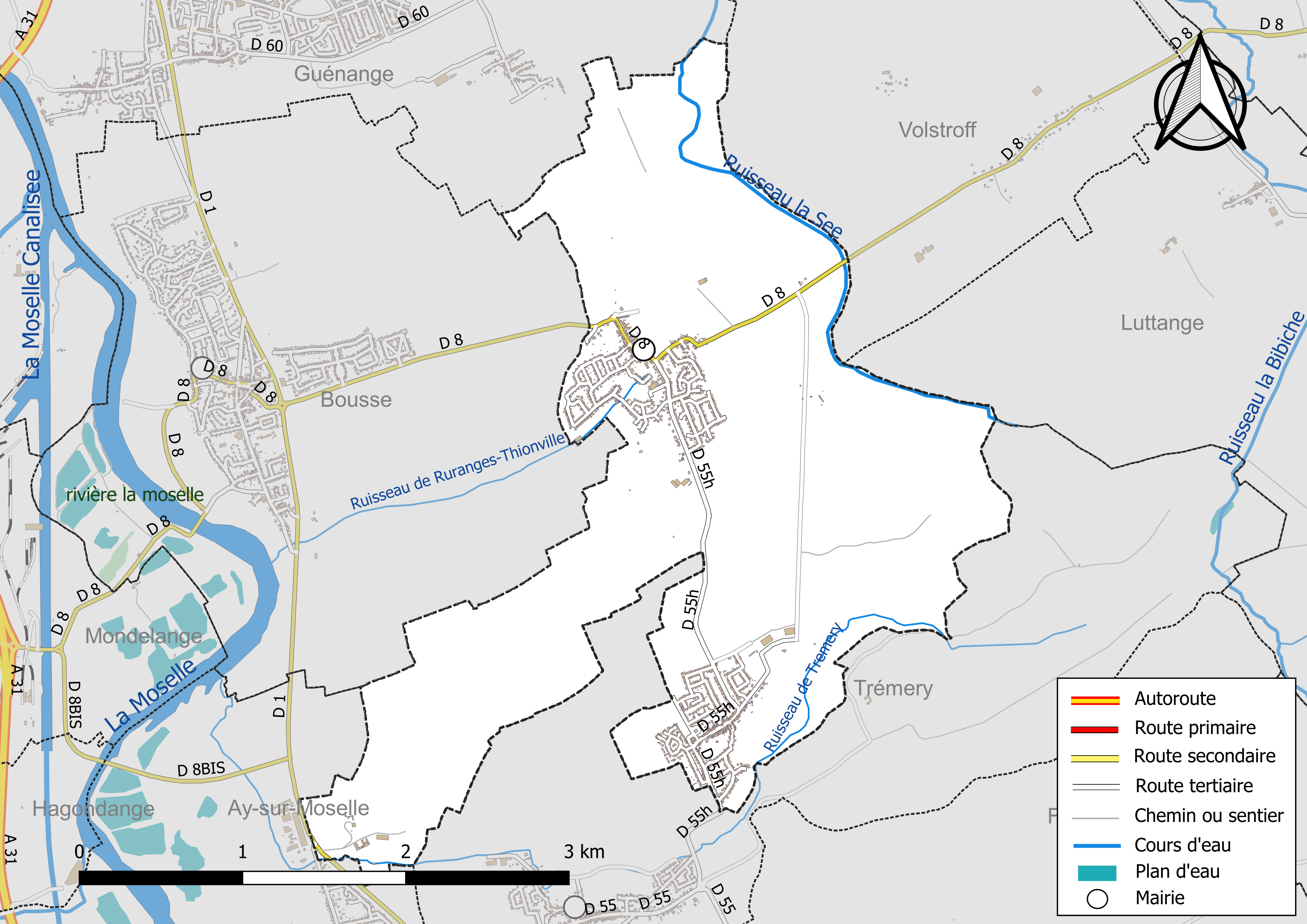
Réseaux hydrographique et routier de Rurange-lès-Thionville.

La qualité des eaux des principaux cours d’eau de la commune, notamment du ruisseau la See, peut être consultée sur un site dédié géré par les agences de l’eau et l’Agence française pour la biodiversité.

### Climat
Pour des articles plus généraux, voir Climat du Grand Est et Climat de la Moselle.
En 2010, le climat de la commune est de type climat des marges montargnardes, selon une étude du Centre national de la recherche scientifique s'appuyant sur une série de données couvrant la période 1971-2000. En 2020, Météo-France publie une typologie des climats de la France métropolitaine dans laquelle la commune est exposée à un climat semi-continental et est dans la région climatique  Lorraine, plateau de Langres, Morvan, caractérisée par un hiver rude (1,5 °C), des vents modérés et des brouillards fréquents en automne et hiver. 
Pour la période 1971-2000, la température annuelle moyenne est de 9,6 °C, avec une amplitude thermique annuelle de 16,7 °C. Le cumul annuel moyen de précipitations est de 771 mm, avec 11,9 jours de précipitations en janvier et 9,2 jours en juillet. Pour la période 1991-2020, la température moyenne annuelle observée sur la station météorologique de Météo-France la plus proche, « Malancourt », sur la commune d'Amnéville à 7 km à vol d'oiseau, est de 10,2 °C et le cumul annuel moyen de précipitations est de 884,1 mm. 
La température maximale relevée sur cette station est de 39,3 °C, atteinte le 25 juillet 2019 ; la température minimale est de −17,9 °C, atteinte le 5 janvier 1985,,. 
Les paramètres climatiques de la commune ont été estimés pour le milieu du siècle (2041-2070) selon différents scénarios d'émission de gaz à effet de serre à partir des nouvelles projections climatiques de référence DRIAS-2020. Ils sont consultables sur un site dédié publié par Météo-France en novembre 2022.

## Urbanisme

### Typologie
Au 1er janvier 2024, Rurange-lès-Thionville est catégorisée bourg rural, selon la nouvelle grille communale de densité à sept niveaux définie par l'Insee en 2022.
Elle est située hors unité urbaine. Par ailleurs la commune fait partie de l'aire d'attraction de Luxembourg (partie française), dont elle est une commune de la couronne,. Cette aire, qui regroupe 115 communes, est catégorisée dans les aires de 700 000 habitants ou plus (hors Paris),.

### Occupation des sols
L'occupation des sols de la commune, telle qu'elle ressort de la base de données européenne d’occupation biophysique des sols Corine Land Cover (CLC), est marquée par l'importance des territoires agricoles (67,5 % en 2018), en diminution par rapport à 1990 (74,3 %). La répartition détaillée en 2018 est la suivante : 
terres arables (51,4 %), forêts (20,4 %), prairies (16,2 %), zones urbanisées (12 %), milieux à végétation arbustive et/ou herbacée (0,1 %). L'évolution de l’occupation des sols de la commune et de ses infrastructures peut être observée sur les différentes représentations cartographiques du territoire : la carte de Cassini (XVIIIe siècle), la carte d'état-major (1820-1866) et les cartes ou photos aériennes de l'IGN pour la période actuelle (1950 à aujourd'hui).

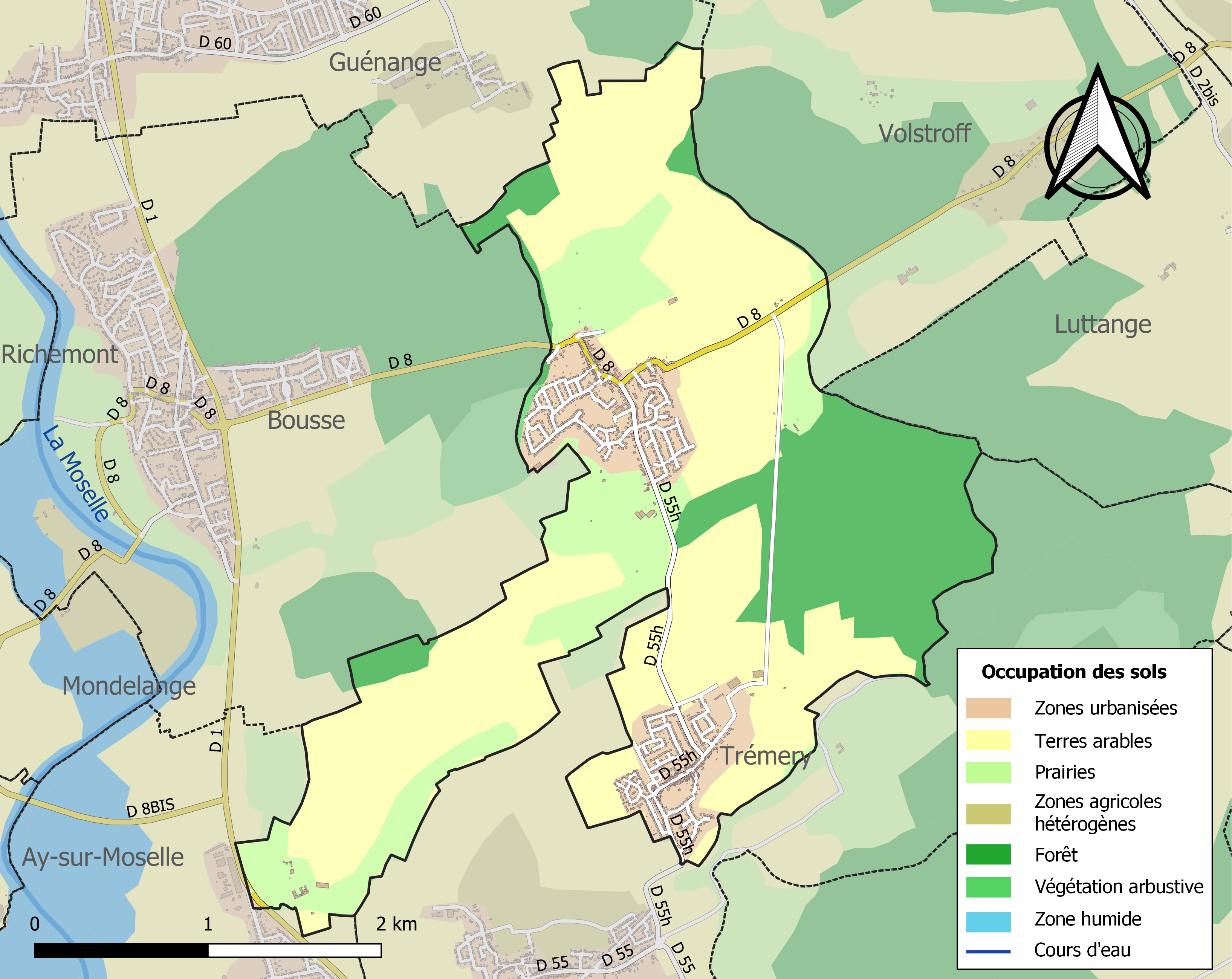
Carte des infrastructures et de l'occupation des sols de la commune en 2018 (CLC).

### Écarts et lieux-dits
Montrequienne ; Logne

## Toponymie
- Runeringa (1179), Rudrekange (1227), Ruderkinga (1317), Roringa (1508), Rixinga (1553), Rolingen (1560), Rurchingen (1572), Rorchingen (XVIIe siècle), Rollingen (1605), Rorange (1629), Rusching (1632), Rorchin (1667), Rurchingen (1690), Rurange (1793), Rurange-lès-Thionville (1933).
- En allemand : Riederchingen et Rederchen[14] ; Rörchingen pendant les périodes 1871-1918 et 1940-1944.
- En francique lorrain : Rurchéngen[15] et Rurchéng.

## Histoire
- Ancienne province luxembourgeoise.
- En 1668, François Ottringer fit hommage au roi de France pour le château de Logne.
- La seigneurie releva de la famille de Guerschin jusqu'à la Révolution.
- Les hameaux de Montrequienne et de Logne furent rattachés à Rurange en 1812.

## Politique et administration
| Période                                  | Période   | Identité            | Étiquette | Qualité |
| ---------------------------------------- | --------- | ------------------- | --------- | ------- |
| mars 1977                                | mars 1983 | Jean-Paul Maurer    |           |         |
| mars 1983                                | juin 1995 | Pierre Camilli      |           |         |
| juin 1995                                | mars 2008 | Jean-Pierre Ramirez |           |         |
| mars 2008                                | mars 2014 | Joël Gamard         | DVD       |         |
| mars 2014                                | En cours  | Pierre Rosaire      | DVG       |         |
| Les données manquantes sont à compléter. |           |                     |           |         |

## Population et société

### Démographie
L'évolution du nombre d'habitants est connue à travers les recensements de la population effectués dans la commune depuis 1793. Pour les communes de moins de 10 000 habitants, une enquête de recensement portant sur toute la population est réalisée tous les cinq ans, les populations de référence des années intermédiaires étant quant à elles estimées par interpolation ou extrapolation. Pour la commune, le premier recensement exhaustif entrant dans le cadre du nouveau dispositif a été réalisé en 2005.

En 2022, la commune comptait 2 349 habitants, en évolution de −5,81 % par rapport à 2016 (Moselle : +0,52 %, France hors Mayotte : +2,11 %).
| 1793 | 1800 | 1806 | 1821 | 1836 | 1841 | 1861 | 1866 | 1871 |
| ---- | ---- | ---- | ---- | ---- | ---- | ---- | ---- | ---- |
| 157  | 170  | 171  | 456  | 459  | 435  | 450  | 440  | 389  |

| 1875 | 1880 | 1885 | 1890 | 1895 | 1900 | 1905 | 1910 | 1921 |
| ---- | ---- | ---- | ---- | ---- | ---- | ---- | ---- | ---- |
| 368  | 362  | 353  | 347  | 330  | 312  | 290  | 288  | 241  |

| 1926 | 1931 | 1936 | 1946 | 1954 | 1962 | 1968 | 1975 | 1982  |
| ---- | ---- | ---- | ---- | ---- | ---- | ---- | ---- | ----- |
| 273  | 259  | 264  | 229  | 259  | 352  | 553  | 742  | 1 044 |

| 1990  | 1999  | 2005  | 2006  | 2010  | 2015  | 2020  | 2022  | - |
| ----- | ----- | ----- | ----- | ----- | ----- | ----- | ----- | - |
| 1 560 | 1 630 | 1 944 | 1 958 | 2 211 | 2 502 | 2 399 | 2 349 | - |

## Culture locale et patrimoine

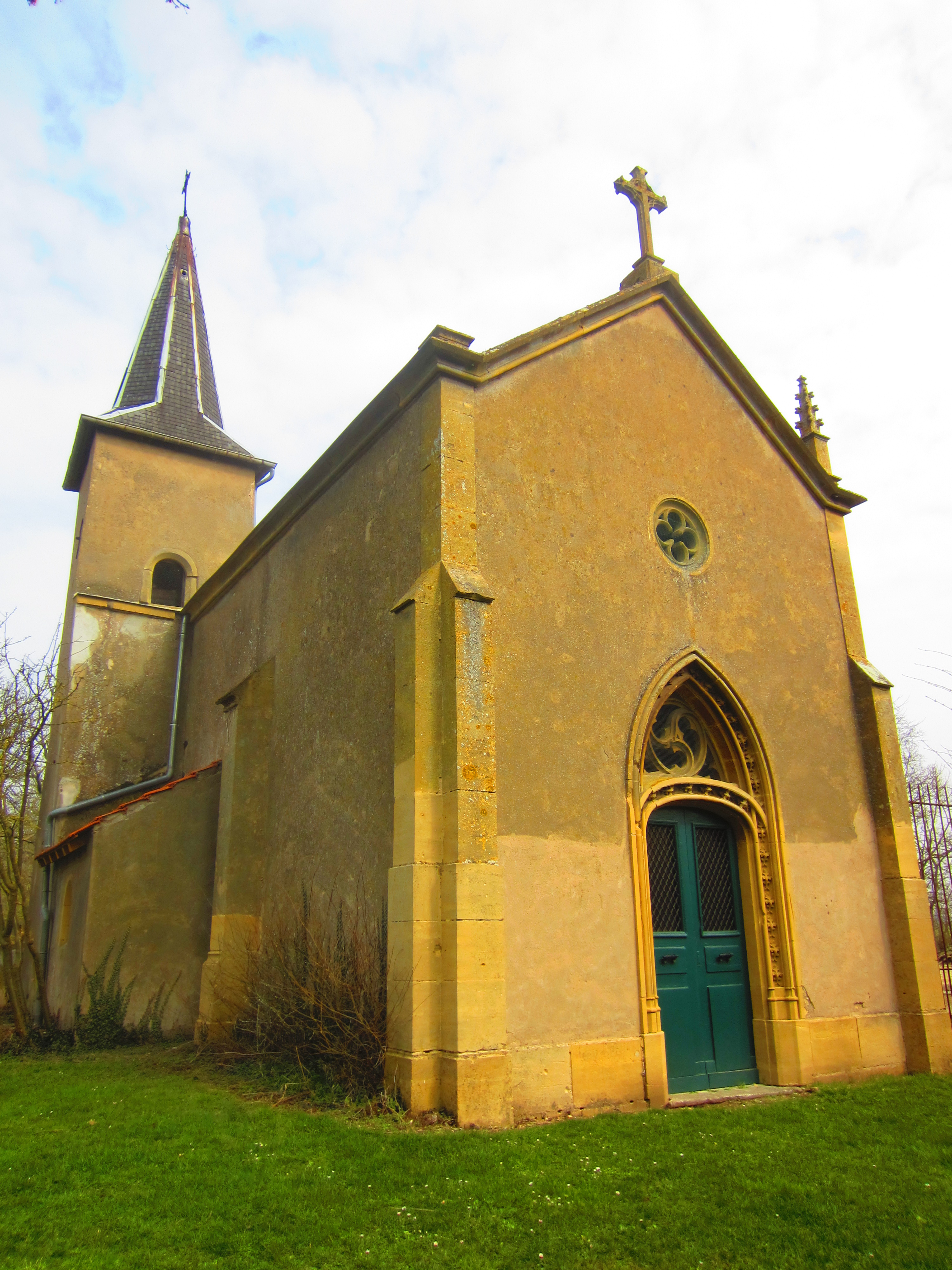
Chapelle castrale du château de Logne.

### Lieux et monuments
- Plusieurs sites néolithiques avec mobilier sur Rurange et Montrequienne.
- Tombe mérovingienne découverte en 1964.
- Traces d'une voie romaine, près du château de Logne.
- Château de Logne. Le château primitif est mentionné au XVIe siècle. Il est reconstruit au XVIIe siècle  et est alors la possession de François Regnault Ottringer. De cette époque, seule subsiste la tour clocher de la chapelle. Au XVIIIe siècle, il est la propriété de la famille de Guerschin, dont on trouve les armoiries dans la chapelle et dans un mur de la tour clocher. Au début du XIXe siècle, il passe aux mains de Nicolas Damas Marchand, baron d'Empire qui le remanie complètement en 1842. Au milieu du XIXe siècle, les parties agricoles au sud du château sont transformées. La chapelle est reconstruite en style néo-gothique en 1867. L'aile ouest des parties agricoles au nord du château date de 1877 (date portée sur le linteau de la porte piétonne). Le château et les ailes nord et sud des parties agricoles nord sont à nouveau remaniés durant le début du 1er quart du XXe siècle. Fortement endommagé par les bombardements de novembre 1944, le château est restauré en 1949. Armoiries de la famille de Guerschin.

#### Édifices religieux
- Église paroissiale Saint-Martin, construite en 1847 ; avec un élément, provenant probablement d'une armoire eucharistique du XVe siècle, en remploi dans le mur Nord de la sacristie ; tour clocher ajoutée à la limite des XIXe siècle et XXe siècle. Elle possède un crucifix en bois du XVe siècle.
- Chapelle Saint-Laurent à Montrequienne (XIXe siècle).
- Chapelle castrale du château de Logne.

### Héraldique
| Blason de Rurange-lès-Thionville | Blason  | Mi-coupé de gueules au chef d'argent chargé de trois losanges accolés de sable, et mi-coupé d'argent à une croix de gueules, cantonnée de quatre serres d'aigle de sable posées en barre. |
| Blason de Rurange-lès-Thionville | Détails | Le statut officiel du blason reste à déterminer. |